# Chapter One: Latin America
Chapter One: Latin America è un album discografico del sassofonista jazz Gato Barbieri, pubblicato nel 1973 dalla Impulse Records (AS-9248).
Il disco è stato ristampato nel 1997 come parte del doppio CD Latino America, che include anche l'album Chapter Two: Hasta Siempre insieme a tracce inedite del periodo.

## Tracce
1. Encuentros – 12:28
2. India – 8:58
3. La China Leoncia Arreo La Correntinada Trajo Entre La Muchachada La Flor De La Juventud – 13:33
4. Nunca Mas – 5:25
5. To Be Continued – 2:27

### Dettagli di registrazione
- Tracce 1-4 registrate al Music Hall, S.A.C.I.S.I, Buenos Aires; traccia 5 registrata agli Odeon Studios, Rio de Janeiro.

## Formazione
- Gato Barbieri - sax tenore (1-5)
- Raul Mercado - quena (1, 2, 3)
- Amadeo Monges - arpa indiana (1, 2, 3)
- Ricardo Lew - chitarra elettrica (1, 3)
- Quelo Palacios - chitarra acustica (1, 2, 3)
- Isoca Fumero - charango (1, 3)
- Antonio Pantoja - anapa, erke, siku, quena, erkencho (1, 2, 3)
- Adalberto Cevasco - basso (1, 2, 3, 4)
- Dino Saluzzi - bandoneón (4)
- Domingo Cura - bombo indio (batteria indiana) (1, 2, 3)
- Pocho Lapouble - batteria (1, 3)
- Jorge Padin - percussioni (1, 3)
- El Zurdo Roizner - percussioni (1, 2, 3)
- Osvaldo Bellingieri - pianoforte (4)